# آسوارا
آسوارا (به اسپانیایی: Azuara) یک دهستان در اسپانیا است که در استان ساراگوسا واقع شده‌است. آسوارا ۱۶۵ کیلومتر مربع مساحت و ۶۶۵ نفر جمعیت دارد و ۶۰۳ متر بالاتر از سطح دریا واقع شده‌است.